# Abner Ferreira
Abner de Cássio Ferreira (Capão Bonito, 12 de novembro de 1963), é um bispo evangélico, advogado, teólogo e escritor brasileiro.
É o atual presidente da Assembleia de Deus em Madureira, 2º vice-presidente da Convenção Nacional das Assembleias de Deus no Brasil Ministério de Madureira (CONAMAD), presidente da Convenção Estadual dos Ministros Evangélicos das Assembleias de Deus Ministério de Madureira no Estado do Rio de Janeiro (CONEMAD/RJ), diretor de publicações da Editora Betel, diretor do Instituto Bíblico Ebenézer e presidente da Comissão Especial de Juristas Evangélicos e Cristãos (CEJEC), da Ordem dos Advogados do Brasil (OAB).

## Biografia
Abner Ferreira é o terceiro dos seis filhos de Manoel Ferreira e Irene da Silva Ferreira, bispos da Assembleia de Deus. Quando nasceu, seu pai, hoje presidente vitalício da CONAMAD, havia sido consagrado evangelista há pouco tempo e pastoreava, pela primeira vez, uma congregação ligada ao Ministério de Madureira.
É casado, desde 24 de março de 1990, com Marvi Borges Ferreira, bispa, pedagoga, 1ª vice-presidente da Assembleia de Deus em Madureira, presidente da Confederação de Irmãs Beneficentes Evangélicas (CIBE) da Assembleia de Deus em Madureira e do Estado do Rio de Janeiro (CIBERJ). O casal não possui filhos.
Graduou-se em Teologia no ano de 1982 pelo Instituto Bíblico das Assembleias de Deus (IBAD), e em Direito pela Universidade Gama Filho, no ano de 1995.
Escritor com diversas obras literárias publicadas nas áreas de teologia, vida cristã, aconselhamento e direito civil, tomou posse na Academia Evangélica de Letras do Brasil (AELB) em agosto de 2003, tornando-se titular da Cadeira 05. É também colunista no jornal O Dia desde fevereiro de 2021, assinando a coluna semanal Caminho da Sabedoria.

## Atuação na sociedade civil

### Contra o aborto
Em 2008, participou de audiência pública, juntamente com outros representantes religiosos e autoridades, para debater acerca do Projeto de Lei nº 1135/1991, que suprime o artigo que caracteriza crime o aborto provocado pela gestante. Posicionando-se contra o Projeto de Lei, declarou:
Só porque o ser humano ainda não saiu da barriga da mãe deixa de ter direitos? [...] O aborto não é uma questão apenas religiosa, mas de dignidade humana.
O Projeto de Lei, por fim, foi arquivado.

### Em defesa do meio ambiente
Em 5 de outubro de 2021, participou do encontro “Fé e Ciência. Rumo à Cop 26” quando representantes de outras religiões, convidados pelo Papa Francisco, se reuniram e assinaram um apelo conjunto às autoridades globais que participariam, no mês seguinte, da Conferência das Nações Unidas sobre as Mudanças Climáticas de 2021 (COP 26), pedindo comprometimento com as questões ligadas ao meio ambiente. Em seu discurso no Vaticano, declarou:
A tarefa principal da igreja é anunciar as boas novas de salvação em Cristo Jesus, mas isto não nos isenta de preocupar-se [sic] com a questão ecológica. Foi Deus quem responsabilizou o homem sobre esta tarefa. Gênesis 2.15 está escrito “Tomou pois o Senhor Deus o homem e o pôs no jardim do Éden para o lavrar e o guardar” [...] O cristão não deve violar os mandamentos de Deus quanto à preservação das espécies por causa do progresso.

### Comissão Especial de Juristas Evangélicos e Cristãos da OAB
No dia 16 de dezembro de 2021, foi empossado na presidência da Comissão Especial de Juristas Evangélicos e Cristãos (CEJEC), instituída pela Ordem dos Advogados do Brasil (OAB). Na solenidade de posse, entre outras autoridades estiveram presentes o ministro do Supremo Tribunal Federal (STF), André Mendonça, e o ministro da Justiça e Segurança Pública, Anderson Torres. Sobre o convite feito pelo presidente da OAB, Felipe Santa Cruz, bispo Abner Ferreira disse:
Aceitei com muita alegria o convite do presidente Felipe Santa Cruz, na certeza de que essa é uma missão que levarei com muita seriedade, pois além de bispo sou advogado e atuarei ao lado de grandes colegas para superar os desafios.

## Trajetória eclesiástica
No período entre 1983 e 1990, foi membro da Junta Conciliadora dos Ministros Evangélicos das Assembleias de Deus Ministério de Madureira do Estado de São Paulo, órgão da CONAMAD.
Foi coordenador de mobilização na 1ª Conferência Pentecostal Sul-Americana no Brasil, promovido pela Confraternidade das Assembleias de Deus Sul-Americana (Cadsa) sob a presidência do então pastor Manoel Ferreira. Com o tema "Conservando a chama do Espírito", o evento foi realizado no Ginásio do Ibirapuera na primeira semana de novembro de 1986 e reuniu mais de 25 mil pastores e líderes evangélicos, com delegações vindas de várias partes do mundo.
Foi vice-presidente da Assembleia de Deus Ministério de Madureira no campo de Campinas, no período de 1986 a 1990, assumindo em seguida a presidência do campo da Assembleia de Deus em Vila Alpina.
Fez parte da comissão que atuou durante a 33ª Assembleia Geral Ordinária da CONAMAD, realizada em Taguatinga no período de 7 a 13 de abril de 1991, dando parecer favorável à consagração de diaconisas. Antes disso, somente homens podiam ser separados ao diaconato e, até os dias de hoje, a Convenção Geral das Assembleias de Deus no Brasil não reconhece a consagração de mulheres.
Foi coordenador geral da cruzada Brasil, Ainda Há Esperança, evento organizado pela CONAMAD e realizado no Maracanã no ano de 1995, reunindo cem mil participantes.
É o presidente da Convenção Estadual dos Ministros Evangélicos das Assembleias de Deus Ministério de Madureira no Estado do Rio de Janeiro (CONEMAD/RJ), desde 1º de novembro de 1996 (28 anos).
É o presidente da Assembleia de Deus em Madureira, sede espiritual das igrejas pertencentes ao Ministério de Madureira em todo o mundo, desde 10 de abril de 1999 (25 anos), cujo templo-sede foi inaugurado pelo pastor Paulo Leivas Macalão, fundador do Ministério de Madureira, no dia 1º de maio de 1953.

## Honrarias
No ano de 1999, a Câmara Municipal do Rio de Janeiro concedeu-lhe a Medalha Pedro Ernesto, em reconhecimento às ações e projetos sociais realizados pela Assembleia de Deus em Madureira sob sua liderança em prol dos menos favorecidos e pessoas em estado de calamidade.
No ano de 2014, a Assembleia Legislativa do Estado do Rio de Janeiro concedeu-lhe o Diploma Cristo Redentor, em reconhecimento aos grandes eventos evangelístico realizados no Rio de Janeiro.
No ano de 2017, a Câmara Municipal do Rio de Janeiro concedeu-lhe a Medalha de São Francisco de Assis - 3º Milênio.